# Gunungidia decolorata
Gunungidia decolorata är en insektsart som beskrevs av Young 1986. Gunungidia decolorata ingår i släktet Gunungidia och familjen dvärgstritar. Inga underarter finns listade i Catalogue of Life.